# МЦСТ-R500S

Микропроцессор «МЦСТ-R500S»

Микропроцессор МЦСТ R500S (1891ВМ3) российской фирмы МЦСТ из серии процессоров МЦСТ-R, основанной на архитектуре SPARC, изначально разработанной в 1985 году компанией Sun Microsystems, является наиболее производительным российским микропроцессором архитектуры SPARC на начало 2009 года. Полностью программно совместим с архитектурой SPARC v8.
Представляет собой двухъядерную систему на кристалле с встроенными кэшем второго уровня, контроллером оперативной памяти и контроллерами периферийных каналов. Микросхема разработана по технологическим нормам 0,13 мкм с использованием библиотек стандартных элементов.
Микропроцессор R500S предназначен для создания одноплатных ЭВМ для носимых и встроенных решений главным образом по заказу Министерства обороны Российской Федерации. Производство осуществляется с 2008 года на заводе TSMC на Тайване, однако с ноября 2009 года производство планируется перенести на завод «Ангстрем»в Зеленограде.
| Характеристики | Характеристики                                         | Значения                        |
| -------------- | ------------------------------------------------------ | ------------------------------- |
| 1              | Технологический процесс                                | КМОП 0,13 мкм                   |
| 2              | Рабочая тактовая частота                               | 500 МГц                         |
| 3              | Размер слов:                                           | 32/64                           |
| 4              | Кэш-память команд 1-го уровня                          | 16 Кбайт (4 way)                |
| 5              | Кэш-память данных 1-го уровня                          | 32 Кбайт (8 way)                |
| 6              | Встроенная кэш-память 2-го уровня                      | 512 Кбайт                       |
| 7              | Пиковая пропускная способность канала обмена с памятью | 2,667 Гбайт/с                   |
| 8              | Производительность, MIPS/ MFLOPS                       | 1493 (в терминах DhryStone)/391 |
| 9              | Количество транзисторов                                | 51 млн                          |
| 10             | Площадь кристалла                                      | 81 мм²                          |
| 11             | Количество слоев металла                               | 8                               |
| 12             | Тип корпуса / количество выводов                       | HFC BGA / 900                   |
| 13             | Напряжение питания                                     | 1,05/2,5/3,3 В                  |
| 14             | Рассеиваемая мощность                                  | < 5 Вт                          |
| 15             | Процессорных ядер                                      | 2                               |

Пропускная способность встроенных контроллеров:
- шины PCI — 264(66)Мбайт/с(МГц);
- канала Ethernet — 100 Мбит/с;
- шины SCSI-2 — 10 Мбайт/с;
- канала RS-232 — 115 Кбит/с (x 2 канала);
- шины EBus — 10 Мбайт/с;
- канала PS/2 — 5 Мбайт/с.